# 김마주
김마주(1989년 4월 3일 ~ )는 대한민국의 희극 배우이다.

## 학력
- 덕성여자대학교

## 출연작

### 방송
- 코미디에 빠지다 (MBC)
- 코미디의 길 (MBC)